# Гранітогорськ
Гранітого́рськ (каз. Гранитогорск) — селище у складі Меркенського району Жамбильської області Казахстану. Входить до складу сільського округу Андас-батира.
У радянські часи селище мало статус смт.
Населення — 1413 осіб (2021; 1093 у 2009, 1324 у 1999, 1724 у 1989).
Розташоване на річці Аспара (притока Шу), за 12 км від залізничної станції Чальдовар на лінії Тараз—Бішкек. Авторемонтний завод, ГЕС.